# Europese kampioenschappen powerlifting 1986 (heren)
De Europese kampioenschappen powerlifting 1986 voor heren waren door de European Powerlifting Federation (EPF) georganiseerde kampioenschappen voor powerlifters. De 9e editie van de Europese kampioenschappen vond plaats in het Zweedse Stockholm van 7 tot en met 10 mei 1986.

## Uitslagen
| klasse   | Goud             | Zilver             | Brons                 |
| -------- | ---------------- | ------------------ | --------------------- |
| -52 kg   | Kari Ojalehto    | Ian Maxwell        | Štefan Kolšovský      |
| -56 kg   | Yrjö Haatanen    | Lars Flyborg       | Patrice Wermuth       |
| -60 kg   | Kullervo Lampela | Gerard Tromp       | Peter Lux             |
| -67,5 kg | Eddie Pengelly   | Francis Mezzanotte | Kári Elíson Catzilla  |
| -75 kg   | Raffaele Brasile | Andrew Rose        | Kåre Lundgren         |
| -82,5 kg | Jarmo Virtanen   | Mike Duffy         | Kjell Johansen        |
| -90 kg   | David Caldwell   | William West       | Floreano Domenici     |
| -100 kg  | Anthony Stevens  | Conny Nilsson      | Hugo De Grauwe        |
| -110 kg  | Mark Savage      | John Neighbour     | Jorma Mikkola         |
| -125 kg  | Hermann Blank    | Yngve Gustavsson   | Roger Spillane        |
| +125 kg  | Thomas Stenlund  | Riku Kiri          | Manfred Poschenrieder |